# پرنسس چلسی
چلسی لی نیکل (به انگلیسی: Princess Chelsea؛ زادهٔ ۴ سپتامبر ۱۹۸۵) که بیشتر با نام هنری پرنسس چلسی (به انگلیسی: Princess Chelsea) شناخته می‌شود، تهیه‌کننده، موسیقی‌دان و هنرمند بصری نیوزیلندی می‌باشد. وی چهار آلبوم اصلی و یک آلبوم بازخوانی منتشر نموده‌است.